# Џиновски ластин репак
Џиновски ластин репак (лат. Papilio cresphontes) је врста ластиног репка који насељава различите делове Северне Америке, нарочито југ и исток континента. Са распоном крила од око 10-16 cm, то је највећи лептир у САД.

## Опис

### Адулт
Тело и крила адулта су тамносмеђа до црна са жутим обручима. На карактеристичним реповима постоје шаре попут „очију“. Абдомен има жуте колутиће уз већ наведене смеђе. Одрасли лептири су прилично слични сродној врсти P. thoas.

### Гусенице
Зрела гусеница личи на птичји измет како би одвратила предатора, а ако то не функционише, онда користи своје црвене мирисне жлезде (осметеријум). Обојена је прљаво смеђе или маслинасто са белим мрљама и мањим пурпурним мрљама. Познате су по томе што штете пољопривредним усевима.
| Медоносне биљке. - -{Pentanthera - Bougainvilla - Solidago - Lonicera japonica - Asclepias}- | Храна ларви - Украсни -{Citrus - Burseraceae - Zanthoxylum fagara - Ptelea trifoliata}- - Дрге врсте рода |  |

## Ареал и станиште
Најчешће се виђа у белогоричној шуми и воћњацима цитруса где се сматрају главним штеточинама. Оне полете, од маја до августа, где се формирају два јата на северу и три на југу. Они се крећу од јужне Калифорније, Аризона као и са крајњег југа као што је северни део Мексика до југоисточног дела Канаде.

## Животни циклус
Одрасла женка полаже своја јаја појединачно на биљкама које ће бити домаћини гусеницама. Јаја су светлонаранџаста, али потамне са временом. Гусеница која се излеже онда једе и расте до око 2 цм пре него што постане лутка. Они остају у фази лутке преко зиме и излазе из ње у пролеће.